# Immediate Records
Immediate Records war ein kurzlebiges britisches unabhängiges Plattenlabel, das von 1965 bis zur Einstellung seines Betriebs im Jahr 1970 aktiv war.

## Geschichte
Gründer von Immediate Records waren Andrew Loog Oldham und Tony Calder.
Oldham begann in der Musikbranche als Pressesprecher und Promoter für verschiedene Bands, darunter auch die Beatles, bevor er sich auf die Rolling Stones konzentrierte. Im Jahr 1963 wurde er Manager und Produzent der Rolling Stones. Oldham prägte maßgeblich das Image und die Vermarktung der Band und war für viele ihrer frühen Erfolge verantwortlich. Calder startete in den frühen 1960er Jahren bei Decca Records im Vertrieb, wo er als Promoter und PR-Agent arbeitete. Im Jahr 1963 gründeten sie die PR-Agentur IMAGE, die die Promotion für die Rolling Stones  und den Beach Boys übernahm.
Aus Frust über die bürokratischen Hürden und der mangelnden Flexibilität der großen Plattenfirmen beschlossen sie im Sommer 1965, ein eigenes, unabhängiges Label zu gründen. Im August 1965 wurde Immediate Records offiziell gegründet. Der Name „Immediate“ (englisch für „unmittelbar“) spiegelte ihr Ziel wider,  junge Talente schnell, direkt und ohne Umwege auf den Markt zu bringen sowie Künstlern kreative Freiheit und schnelle Entscheidungen zu ermöglichen – unabhängig von den großen Plattenfirmen.
Immediate Records schloss Vertriebsverträge mit US-Plattenlabels. Auf diese Weise kam die erste Single-Veröffentlichung von Immediate Records zustande, als am 20. August 1965 die US-amerikanische Band McCoys mit ihrem transatlantischen Hit Hang On Sloopy der britische Markt erschlossen und mit einem Rang 5 in der britischen Hitparade der erste Erfolg des neuen Labels verbucht werden konnte. Umgekehrt übernahm im September 1967 CBS Records die amerikanischen Vertriebsrechte für Immediate Records. Im Jahre 1966 konnte Immediate Records zwei Nummer-eins-Hits vorweisen, und zwar Out of Time von Chris Farlowe (geschrieben von Mick Jagger und Keith Richards) und All or Nothing von den Small Faces. Die Small Faces kaufte er für die damals beträchtliche Geldsumme von 25.000 £ von Decca Records, finanziert aus seinen Einnahmen von den Rolling Stones.
Das Label hatte Künstler wie Rod Stewart, P.P. Arnold, John Mayall, Savoy Brown, Small Faces, The Nice, Amen Corner und Chris Farlowe unter Vertrag. Mick Jagger und Keith Richards konnten als Produzenten gewonnen werden. Oldham arbeitete weiterhin auch als Manager der Rolling Stones, bis diese ihn 1967 entließen. Immediate hatte großen Erfolg mit seinen zum Label-Katalog gehörenden Beatbands und Rockbands. Als im Mai 1968 das Konzeptalbum Ogdens’ Nut Gone Flake der Small Faces zum ersten Rang der britischen LP-Charts vordrang und weltweit über eine Million Exemplare verkaufte, war die Resonanz – auch wegen der ungewöhnlichen Schallplattenhülle – groß.
Aufgrund schwerwiegender finanzieller Schwierigkeiten stellte Immediate Records am 18. März 1970 den Betrieb ein und ging in die freiwillige Liquidation. 

### Urheberrechte und Urheberrechtsstreit
Die Urheberrechte am Immediate-Katalog wurden 1976 an NEMS Records übertragen. Ende 1995 erwarben die Labels Charly Records und Castle Communications die Urheberrechte an dem Immediate-Katalog. Im Jahr 2000 wurde Castle Communications durch die Sanctuary Records Group Ltd. übernommen und in Castle Music umbenannt. Im Jahr 2007 wurde Sanctuary Records von der Universal Music Group übernommen und im Jahr 2013 an die BMG Rights Management verkauft.
Im Jahr 2002 gewannen Charly Records und Sanctuary Records einen Rechtsstreit um die Urheberrechte am Immediate-Katalog gegen Andrew Loog Oldham und dessen neu gegründete Firma Immediate Records Inc. Auslöser war Oldhams Ankündigung im Februar 2000, die Aufnahmen die unter Immediate Records entstanden waren und sich in seinem Besitz befanden, neu veröffentlichen zu wollen. Gegen diese Pläne erwirkte Charly Records umgehend eine einstweilige Verfügung und reichte Klage gegen Oldham und seine Firma ein. Oldham wiederum erhob Widerklage gegen Charly Records und Sanctuary Records.
Das Hauptsacheverfahren begann am 31. Oktober 2001 vor dem High Court of Justice in London unter Richter Nicholas Pumfrey. Oldham, der sich selbst und seine Firma vertrat, verlor den Rechtsstreit am 7. Februar 2002. Das Gericht entschied, dass die Urheberrechte rechtmäßig bei Charly Records und Sanctuary Records lagen. Als Folge des Urteils wurde Oldham zur Zahlung von Prozesskosten in Höhe von fast 500.000 Pfund verurteilt, und seine Vermögenswerte von bis zu 125.000 Pfund wurden eingefroren, um die Begleichung dieser Kosten sicherzustellen. Zudem musste er alle Masterbänder und Kopien der umstrittenen Aufnahmen herausgeben.
Oldham war der Auffassung, dass sein neues Label, Immediate Records Inc., die Urheberrechte des Immediate-Katalogs im Jahr 1999 von seinem Freund und Gründer der Trod Nossel Studios Thomas „Doc“ Cavalier erworben habe, welche er wiederum diesem im Jahr 1972 übertragen hatte. Das Gericht folgte dieser Auffassung nicht. Es stellte fest, dass Oldham die Urheberrechte an dem Immediate-Katalog im Jahr 1972 nicht gültig an Cavalier verkaufen oder abtreten konnte, da nach dem Eintritt von Immediate Records in die Liquidation im Jahr 1970 die Urheberrechte unter die Kontrolle des Liquidators fielen. Dieser hatte die Urheberrechte im Jahr 1976 rechtmäßig an NEMS Records übertragen.

## Veröffentlichungen
Das Label veröffentlichte insgesamt 28 Alben und 82 Singles.

### Alben
- 001: The McCoys – Hang On Sloopy

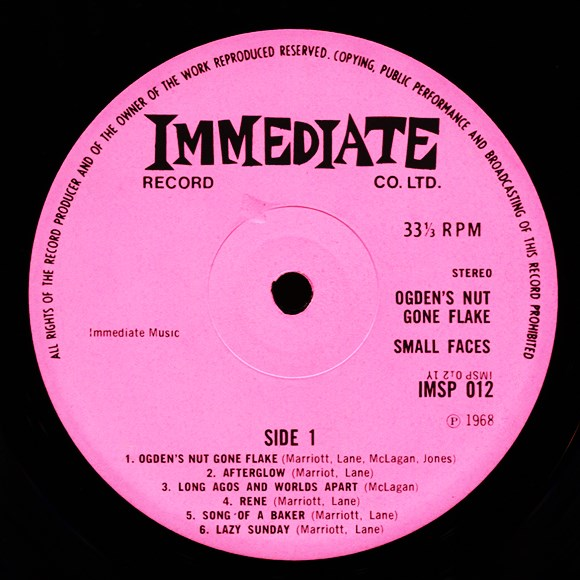
Small Faces - Ogden’s Nut Gone Flake (A-Seite)

- 002: Sam Cooke – The Wonderful World Of Sam Cooke
- 003: Aranbee Pop Symphony Orchestra – Today’s Pop Symphony
- 004: Mark Murphy – Who Can I Turn To
- 005: Chris Farlowe – 14 Things To Think About
- 006: Chris Farlowe – The Art Of Chris Farlowe
- 007: Twice as Much – Own Up
- 008: Small Faces – Small Faces
- 009: Billy Nicholls – Would You Believe
- 010: Chris Farlowe – The Best Of Chris Farlowe Vol. 1
- 011: P.P. Arnold – The First Lady Of Immediate
- 012: Small Faces – Ogdens’ Nut Gone Flake
- 013: Twice as Much – That’s All
- 014: Sampler – Blues Anytime Vol. 1
- 015: Sampler – Blues Anytime Vol. 2
- 016: The Nice – The Thoughts of Emerlist Davjack
- 017: P.P. Arnold – Kafunta
- 018: Duncan Browne – Give Me Take You
- 019: Sampler – Blues Anytime Vol. 3
- 020: The Nice – Ars Longa Vita Brevis
- 021: Chris Farlowe – The Last Goodbye
- 022: Small Faces – In Memoriam
- 023: Amen Corner – National Welsh Coast Live Explosion Company
- 024: Sampler – Blues Leftovers
- 025: Humble Pie – As Safe As Yesterday Is
- 026: The Nice – Nice
- 027: Humble Pie – Town & Country
- 028: Amen Corner – Farewell To The Real Magnificant Seven

### Singles

McCoys - Hang on Sloopy (die erste Single des Labels)

- 001 The McCoys: Hang On Sloopy/I Can’t Believe It
- 002 The Fifth Avenue: The Bells of Rhymney/Just Like Anyone Would Do
- 003 Nico: I’m Not Sayin/The Last Mile
- 004 Gregory Phillips: Down In The Boondocks/That’s The One
- 005 The Masterminds: She Belongs to Me/Taken My Love
- 006 The Poets: Call Again/Some Things I Can’t Forget
- 007 The Strangeloves: Cara-Lin/(Roll On) Mississippi
- 008 Van Lenton: Gotta Get Away/You Don’t Care
- 009 Facotums: In My Lonely Room/A Run In The Green And Tangerine Flaked Forest
- 010 The Golden Apples Of The Sun: The Monkey Time/Chocolate Rolls, Tea And Monopoly
- 011 Barbara Lynn: You Can’t Buy My Love/That’s What A Friend Will Do
- 012 John Mayall And The Bluesbreakers: I’m Your Witchdoctor/Telephone Blues
- 013 Glyn Johns: Mary Anne/Like Grains Of Yellow Sand
- 014 Mick Softley: I’m So Confused/She’s my Girl
- 015 The Mockingbirds: You Stole My Love/Skit Skat
- 016 Chris Farlowe: The Fool/Treat Her Good
- 017 Joey Vine: Down & Out/The Out Of Towner
- 018 Jimmy Tarbuck: Someday/Wastin’ Time
- 019 The Variations: The Man With All The Toys/She’ll Know I’m Sorry
- 020 The Fleur De Lys: Moondreams/Wait For Me
- 021 The McCoys: Fever/Sorrow
- 022 The Factotums: You’re So Good To Me/Can’t Go Home Anymore My Love
- 023 Chris Farlowe: Think/Don’t Just Look At Me
- 024 The Poets: Baby Don’t You Do It/I’ll Come Home
- 025 Charles Dickens: So Much In Love/Our Soul Brother TH
- 026 Goldie: Going Back/Headlines
- 027 Tony Rivers and the Castaways: Girl Don’t Tell Me/The Girl From Salt Lake City
- 028 The McCoys: Don’t Worry Mother, Your Son’s Heart Is Pure/Ko-Ko
- 029 The McCoys: Up And Down/If You Tell A Lie
- 030 The London Waits: Softly Softly (The Theme From The BBC-TV Series)/Serenadio (Italian Serenade)
- 031 The Turtles: You Baby/Wanderin’ Kind
- 032 The Fleur De Lys: Circles/So, Come On
- 033 Twice As Much: Sittin’ On A Fence/Baby I Want You
- 034 The McCoys: Runaway/Come On Let’s Go
- 035 Chris Farlowe: Out Of Time / Baby Make It Soon
- 036 Twice As Much: Step Out Of Line/Simplified
- 037 The McCoys: (You Make Me Feel) So Good/Everyday I Have To Cry
- 038 Chris Farlowe: Ride On Baby/Headlines
- 039 Twice As Much: True Story/You’re So Good For Me
- 040 P.P.Arnold: Everything’s Gonna Be Alright/Life Is But Nothing
- 041 Chris Farlowe: My Way Of Giving/You’re So Good To Me
- 042 Twice As Much: Crystal Ball/Why Can’t They All Go And Leave Me Alone
- 043 Apostolic Intervention: (Tell Me) Have You Ever Seen Me/Madame Garcia
- 044 Nicky Scott: Big City/Everything’s Gonna Be Alright
- 045 Nicky Scott: Backstreet Girl/Chain Reaction
- 046 The McCoys: I Got To Go Back/Dynamite
- 047 P.P.Arnold: The First Cut Is The Deepest/Speak To Me
- 048 Mort Shuman IV: Monday Monday/Little Children
- 049 Chris Farlowe: Yesterday’s Papers/Life Is But Nothing
- 050: Small Faces: Here Come The Nice/Talk To You
- 051 John Mayall and the Bluesbreakers with Eric Clapton: I’m Your Witchdoctor/Telephone Blues
- 052 Marquis Of Kensington: The Changing of The Guard/Reverse Thrust
- 053 Murray Head: She Was Perfection/Secondhand Monday
- 054 The Australian Playboys: Black Sheep R.I.P./Sad
- 055 P.P. Arnold: The Time Has Come/If You See What I Mean
- 056 Chris Farlowe: Moanin’/What Have I Been Doing
- 057 Small Faces: Itchycoo Park/I’m Only Dreaming
- 058 Warm Sounds: Sticks And Stones/Angeline
- 059 The Nice: The Thoughts Of Emerlist Davjack/Azrail (Angel Of Death)
- 060 Rod Stewart: Little Miss Understand/So Much To Say
- 061 P.P.Arnold: (If You Think You’re) Groovy/Though It Hurts Me Badly
- 062 Small Faces: Tin Soldier/I Fell Much Better
- 063 Billy Nicholls: Would You Believe/Daytime Girl
- 064 Small Faces: Lazy Sunday/Rollin’ Over (Part II of Happiness Stan)
- 065 Chris Farlowe: Handbags And Gladrags/Everyone makes A Mistake
- 066 Chris Farlowe: The Last Goodbye (From the film "The Last Goodbye") / Paperman Fly In The Sky
- 067 (DEMO) Outer Limits; Great Train Robbery/Sweet Freedom
- 067 P.P. Arnold: Angel Of The Morning/Life Is But Nothing
- 068 The Nice: America (from West Side Story)/The Diamond Hard Blue Apples Of The Moon
- 069 Small Faces: The Universal/Donkey Rides, A Penny A Glass
- 070 Duncan Browne: On The Bombsite/Alfred Bell
- 071 Chris Farlowe: Paint it Black/I Just Need Your Loving
- 072 The Nice: Brandenburger/Happy Freuds
- 073 Amen Corner: (If Paradise Is) Half As Nice/Hey Hey Girl
- 074 Chris Farlowe: Dawn/April Was The Month
- 075 Michael D’abo: (See The Little People) Gulliver Travels (from the show Gulliver’s Travels)/An Anthology of Gullivers Travels - Part Two
- 076 The McCoys: Hang On Sloopy/This Is Where We Came In
- 077 Small Faces: Afterglow Of Your Love/Wham Bam Thank You Man
- 078 Chris Farlowe: Out Of Time/Ride On Baby
- 079 P.P.Arnold: The First Cut Is The Deepest/The Time Has Come
- 080 Fleetwood Mac/Earl Vince And The Valiants: Man Of The World/Somebody’s Gonna Get Their Head Kicked In Tonite
- 081 Amen Corner: Hello Susie/Evil Man’s Gonna Win
- 082 Humble Pie: Natural Born Budgie/Wrist Job
- 083 P.P.Arnold: Would You Believe/Am I Still Dreaming
- 084 Amen Corner: Get Back/Farewell To The Real Magnificent Seven